# Pantelejmon Petrovič Sazonov
Pantelejmon Petrovič Sazonov (Hrodna, 27 maggio 1895 – 3 ottobre 1950) è stato un regista cinematografico russo.

## Filmografia (parziale)

### Regista
- V kogtjach sovetskoj vlasti (1926)[1]